# Cynops
Cynops é um género de salamandra da família Salamandridae.

## Espécies
- Cynops chenggongensis Kou & Xing, 1983
- Cynops cyanurus Liu, Hu & Yang, 1962
- Cynops ensicauda (Hallowell, 1861)
- Cynops fudingensis Wu, Wang, Jiang & Hanken, 2010
- Cynops glaucus Yuan, Jiang, Ding, Zhang & Che, 2013
- Cynops orientalis (David, 1873)
- Cynops orphicus Risch, 1983
- Cynops pyrrhogaster (Boie, 1826)
- Cynops wolterstorffi (Boulenger, 1905)
- Cynops yunnanensis Yang, 1983